# Patiromer
Le patiromer est un médicament indiqué dans l'hyperkaliémie et actuellement commercialisé aux USA et dans certains pays européens sous le nom commercial de Veltassa.

## Mode d'action
Il s'agit d'un polymère  croisé d' acide 2-fluoropropénoïque avec du diéthénylbenzène et du 1,7-octadiène, administré par voie orale et qui fixe les ions potassium, empêchant ces derniers de pénétrer dans l'organisme.
| - acide 2-fluoropropénoïque - ortho-diéthénylbenzène : 1,2-divinylbenzène - méta-diéthénylbenzène :1,3-divinylbenzène - para-diéthénylbenzène :1,4-divinylbenzène - 1,7-octadiène |

## Efficacité
Donné en cas d'insuffisance rénale chronique, il diminue le risque de survenue d'une hyperkaliémie chez les patients recevant un inhibiteur de l'enzyme de conversion ou un inhibiteur de l'angiotensine II. c'est le cas également chez le patient porteur d'une néphropathie diabétique.
Dans l'insuffisance cardiaque sous spironolactone, il diminue également les cas d'hyperkaliémies.

## Effets secondaire
Le plus fréquent est une constipation le plus souvent modérée. Il peut exister une hypokaliémie.
Il peut diminuer l’absorption digestive de certains médicaments : amlodipine, cinacalcet, clopidogrel, furosémide, métoprolol, ciprofloxacine, levothyroxine, et metformine. Idéalement la prise de patiromer doit être distante de celles des autres médicaments.